# Västra Vångagylet
Västra Vångagylet är en sjö i Olofströms kommun i Blekinge och ingår i Mörrumsån-Skräbeåns kustområde.